# Ein toller Einfall
Pour plus de détails, voir Fiche technique et Distribution.
Ein toller Einfall (titre français : Une idée de génie) est un film allemand réalisé par Kurt Gerron sorti en 1932.
Il s'agit de la version allemande du film français, coproduit avec l'Allemagne, Une idée folle réalisé par Max de Vaucorbeil sorti en 1933. Ce sont des adaptations de la pièce Ein toller Einfall de Carl Laufs.

## Synopsis
Le film commence par un rêve du marchand d'art Michael Lüders, qui monte dans sa limousine vers le puissant bureau des impôts de Munich et y entre avec d'autres messieurs bien habillés. Après un certain temps, les hommes et Lüders quittent à nouveau leurs fonctions en sous-vêtements. Les limousines ont disparu, tout le monde part en scooter à la place. Lorsque Lüders se réveille du rêve, un responsable des finances se tient vraiment devant lui pour collecter de nombreuses taxes que Lüders ne peut pas payer. Bien qu'il habite au château de Birkenfels, qui vaut des millions, dans les Alpes suisses, il n'a plus de liquidités. Il doit même dépenser le salaire de son personnel en actifs réels, de sorte que, par exemple, son serviteur Emil reçoit du vin au lieu de l'argent et est par conséquent constamment ivre. Lüders décide donc de se rendre en Angleterre pour vendre son château à son riche ami M. Miller.
Peu de temps avant son départ, son neveu Paul lui rend visite, l'artiste veut lui vendre une toile et lui pomper de l'argent. Il a également manqué de fonds et a donc dû quitter son appartement à Munich, mais a au moins une petite commande pour concevoir une affiche publicitaire pour un hôtel de sports d'hiver. Il demande à son oncle d'occuper du château de Birkenfels pendant son absence afin qu'il puisse achever sa mission dans les montagnes reculées sans être distrait par les tentations de la grande ville. L'oncle accepte, s'en va et Paul commence à peindre l'affiche devant les montagnes environnantes.
Lorsqu'il laisse l'affiche inachevée sur le chevalet en face du château pour un moment de pause, M. Müller, directeur des célèbres Miller-Girls, passe devant la maison et interprète l'affiche comme une publicité pour l'hôtel du château. Il loue onze chambres pour son groupe de danse, que le marchand d'art sans le sou Birnstiel, qui est ami avec Paul Lüders et qui vit également au château, met à disposition en raison d'un autre malentendu dans la communication avec Paul Lüders. Lorsqu'un autre invité arrive avec le président de la Commission Wendolin, Birnstiel et Paul Lüders ont déjà décidé de gérer le château spontanément, mais maintenant officiellement comme hôtel. Peu à peu, de nouveaux invités arrivent, provoquant de nombreuses confusions. Paul Lüders, qui est envahi par toutes les femmes invitées, tombe amoureux d'Evelyn Müller, qui, selon lui, n'est pas la fille du gérant, mais plutôt la fille de l'Anglais Miller qui inspecte le château, tandis que la vraie Miss Miller est également écartelée. Étonnamment, l'ex-petite amie de Paul, la danseuse Anita, arrive de Munich, et tandis qu'on skie, chante et danse pendant la journée, les clients échangent leurs chambres et leurs lits la nuit pour diverses raisons, ce qui conduit à son tour à de nouveaux malentendus. Lorsque l'oncle de Paul arrive enfin avec l'anglais M. Miller, ce dernier n'a pas assez de fonds pour acheter le château, mais c'est en raison du fait qu'il est maintenant devenu un hôtel prospère. Paul et Evelyn sont amoureux et veulent continuer en couple marié.

## Fiche technique
- Titre : Ein toller Einfall
- Réalisation : Kurt Gerron assisté d'Erich Holder
- Scénario : Philipp Lothar Mayring, Fritz Zeckendorf
- Musique : Bronislau Kaper, Walter Jurmann
- Direction artistique : Julius von Borsody
- Costumes : Hermann Hoffmann
- Photographie : Werner Bohne (de), Konstantin Irmen-Tschet
- Son : Gerhard Goldbaum
- Montage : Konstantin Mick
- Production : Bruno Duday
- Sociétés de production : UFA
- Société de distribution : UFA
- Pays d'origine :  République de Weimar
- Langue : allemand
- Format : Noir et blanc - 1,37:1 - Mono - 35 mm
- Genre : Comédie
- Durée : 87 minutes
- Dates de sortie :
  -  République de Weimar : 13 mai 1932.
  -  France : 2 septembre 1932[1].
  -  Suède : 5 septembre 1932.
  -  Danemark : 3 octobre 1932.
  -  Finlande : 24 octobre 1932.

## Distribution
- Willy Fritsch : Paul Lüders
- Jakob Tiedtke : Michael Lüders, l'oncle de Paul
- Max Adalbert (de) : Birnstiel
- Dorothea Wieck : Mabel
- Heinz Salfner (de) : Le riche père de Mabel, Mr. Miller
- Harry Halm (de) : Bob, l'ami de Mabel
- Leo Slezak : Le manager Theo Müller, dit Miller
- Ellen Schwanneke : Evelyn Müller, la fille de Theo
- Wilhelm Bendow : Le président de la Commission Wendolin
- Fritz Odemar : Le compositeur Werner Schubart
- Rosy Barsony : La danseuse Anita
- Paul Hörbiger : Le majordome Emil
- Theo Lingen : Le maître d'hôtel
- Adele Sandrock : La bailleuse des chambres
- Oskar Sima: L'inspecteur des finances
- Klaus Pohl : Le tailleur

## Source de la traduction
- (de) Cet article est partiellement ou en totalité issu de l’article de Wikipédia en allemand intitulé « Ein toller Einfall » (voir la liste des auteurs).